# Дражен Далипагич
Дра́жен Да́липагич (на сръбски: Дражен Далипагић), с прякор Прая (Praja), е босненско-херцеговински и сръбски югославски футболист, хандбалист и професионален баскетболист и треньор.
Той е сред най-добрите атакуващи играчи в европейския баскетбол, олимпийски, световен и европейски шампион по баскетбол, член на Баскетболната зала на славата и Залата на славата на ФИБА. Играл е на поста „леко крило“. На клубно равнище отбелязва средно повече от 30 точки на мач, а през сезона 1981/1982 г. – 43 точки на мач.

## Биография
Роден е на 27 ноември 1951 година в Мостар, СР Босна и Херцеговина, СФРЮ). Завършва в родния си град средно техническо училище, по-късно и висше педагогическо училище в Белград. Става гражданин на Сърбия. Женен е за югославската тенисистка Соня Пожег (Sonja Požeg), имат 2 деца.
Още юноша, играе футбол във „Вележ“, Мостар като централен защитник. Тогава получава прякора си Прая. Става хандбалист, а после по съвет на по-големия си брат започва да играе баскетбол в „Локомотив“, Мостар на 18-годишна възраст.
Далипагич започва своята състезателна кариера през 1971 г. Играе и за отбора на Босна и Херцеговина: отбелязва повечето точки в срещата между сборните отбори на СР Босна и Херцеговина и СР Сърбия по случай откриването на новата спортна зала в Зворник през 1971 г. Ранко Жеравица, треньор на сборния отбор на Югославия, който същото лято става треньор на „Партизан“, Белград го привлича в своя клуб.
Играе в „Партизан“, Белград от 1971 до 1980 г., като служи в армията през 1978 – 1979 г. По онова време „Партизан“ е голяма сила в европейския баскетбол, през 1978 г. печели Купата Корач, а Далипагич 3 пъти е признат за най-добрия баскетболист в Европа (1977, 1978, 1980).
След като напуска „Партизан“, Далипагич играе в Италия и Испания. Завършва кариерата си на състезател през 1991 г. като член на „Цървена звезда“, Белград.
Като член на националния отбор на Югославия изиграва 243 мача, участва в много международни турнири. С отбора става 3 пъти европейски шампион (1973, 1975, 1977), световен шампион (1978), олимпийски шампион (1980), печелил е всички видове медали (златен, сребърен, бронзов) на олимпийски игри, световни и европейски първенства.
След като завършва кариерата си на състезател, Далипагич работи като треньор в клубовете „УГГ“, Гориция, Италия (1992 – 1996), „Скопие“, Р. Македония (1997 – 1998) и „Астра Банка“, Белград (2000-2001).
Управител на клубовете в Белград „Цървена звезда“ (1998 – 1999) и „Атлас“ (2003 – 2006). Член е на експертния съвет на Сръбската федерация по баскетбол.
Дражен Далипагич е включен в Баскетболната зала на славата на 10 септември 2004 г.

## Постижения
- Европейски шампион (3):  Испания 1973,  Югославия 1975, 
 Белгия 1977
- Сребърен медал от Световното първенство в Пуерто Рико 1974
- Шампион на Югославия 1976
- Спортист на годината в Белград (3): 1976, 1977, 1978
- Сребърен медал от Олимпийските игри в Монреал 1976
- Най-ценен играч на Европейското първенство в Белгия 1977
- Най-добър баскетболист на Европа (3): 1977, 1978, 1980
- Носител на Купата Корач 1978
- Световен шампион от 1978
- Най-ценен играч на Световното първенство във Филипините 1978
- Спортист на годината в Югославия 1978
- Бронзов медал от Европейското първенство в Италия 1979
- Олимпийски шампион от Олимпийските игри в Москва 1980
- Сребърен медал от Европейското първенство в Пуерто Рико 1981
- Бронзови медали от Световните първенства в Колумбия 1982  и Испания 1986
- Бронзов медал от Олимпийските игри в Лос Анджелис 1984
- Включен в Баскетболната зала на славата 2004
- Включен в Залата на славата на ФИБА 2007
- Включен в списъка на 50-те души, внесли най-голям принос в развитието на Евролигата [4]